# Galagania gracilis
Galagania gracilis là một loài thực vật có hoa trong họ Hoa tán. Loài này được (Kamelin & Pimenov) Kamelin & Pimenov mô tả khoa học đầu tiên năm 1981.